# Polidisco
En teoría de funciones de múltiples variables complejas, un polidisco es un producto cartesianao de discos. Más específicamente, se denota como {\displaystyle D(z,r)} un disco abierto de centro z y radio r en el plano complejo, entonces un polidisco abierto es un conjunto de la forma:

{\displaystyle D(z_{1},r_{1})\times \dots \times D(z_{n},r_{n}).}

Puede escribirse de manera equivalente como:

{\displaystyle \{w=(w_{1},w_{2},\dots ,w_{n})\in {\mathbf {C} }^{n}\mid \vert z_{k}-w_{k}\vert <r_{k},{\mbox{ para todo }}k=1,\dots ,n\}.}

No debe confundirse la noción de polidisco con la noción de bola abierta de Cn, que se define como:

{\displaystyle \{w\in \mathbf {C} ^{n}\mid \lVert z-w\rVert <r\}.}

Aquí, la norma es la distancia euclídea en Cn. Cuando {\displaystyle n>1}, las bolas abiertas y los polidiscos no son biholomórficamente equivalentes, es decir, no existe una aplicación biholomorfa entre los dos. Esto fue demostrado por Poincaré en 1907 mostrando que sus grupos de automorfismos tienen diferentes dimensiones como grupos de Lie. Cuando {\displaystyle n=2} el término bidisco se usa esporádicamente.
Un polidisco es un ejemplo de dominio de Reinhardt logarítmicamente convexo.